# Course à la direction du Parti québécois de 1996
La course à la direction du Parti québécois de 1996 a pour but d'élire le chef du Parti québécois à la suite de l'annonce de la démission de Jacques Parizeau, le 31 octobre 1995.
Seul candidat annoncé, Lucien Bouchard est élu par acclamation le 27 janvier 1996 à Montréal.

## Contexte
À la suite de la défaite des indépendantistes lors du référendum du 30 octobre 1995, le chef du parti, Jacques Parizeau, annonce qu'il laissera sa place dès qu'on lui aura trouvé un successeur. Puisque le Parti québécois forme alors le gouvernement, le prochain chef sera appelé à devenir par le fait même premier ministre du Québec.
Durant la campagne référendaire, Lucien Bouchard, alors chef du Bloc québécois et chef de l'opposition officielle du Canada, avait fait bonne impression. Les candidats potentiels à la direction du parti affirment qu'ils se rangeront derrière lui s'il décide de poser sa candidature. Il démissionne de ses fonctions fédérales le 15 janvier 1996 et il est élu chef par acclamation le 27 janvier.

## Candidats

### Candidatures officielles
- Lucien Bouchard, chef du Bloc québécois et chef de l'opposition officielle du Canada.

### Candidatures pressenties
- Pauline Marois, députée de Taillon
- Bernard Landry, député de Verchères